# Vessele
Vessele (en ukrainien : Веселе, en russe : Весёлое, Vessioloïe), littéralement « Joyeux », est une commune urbaine de l'oblast de Zaporijia, en Ukraine, et le centre administratif du raïon de Vessele. Sa population s'élevait à 9 719 habitants en 2019.

## Géographie
Vessele est située à 39 km au nord-ouest de Melitopol, à 95 km au sud de Zaporijia et à 499 km au sud-est de Kiev.

## Histoire
Vessele fut fondée en 1812 près d'un lac où des transporteurs de sel s'étaient arrêtés et dont le village reçut le nom. Vessele reçut le statut de commune urbaine en 1957. Les armoiries et le gonfanon de Vessele comportent des têtes de bœufs qui rappellent le transport traditionnel du sel par des chars à bœufs. Les étoiles font référence aux trois villages (Elizavetivka, Novoolexandrivka, Yasna Poliana), qui sont subordonnés au conseil de la commune urbaine de Vessele. L'épi de blé symbolise l'agriculture dans les steppes et le fer à cheval un avenir heureux.

## Population
Recensements (*) ou estimations de la population :
| 1959* | 1970* | 1979*  | 1989*  | 2001*  | 2009   | 2010   | 2011  |
| ----- | ----- | ------ | ------ | ------ | ------ | ------ | ----- |
| 7 545 | 8 362 | 10 599 | 12 290 | 11 096 | 10 040 | 10 004 | 9 980 |

| 2012   | 2013   | 2014   | 2015   | 2016   | 2017  | 2018  | 2019  |
| ------ | ------ | ------ | ------ | ------ | ----- | ----- | ----- |
| 10 030 | 10 071 | 10 059 | 10 025 | 10 063 | 9 956 | 9 835 | 9 719 |

## Transports
Vessele se trouve à 150 km de Zaporijia par le chemin de fer et à 124 km par la route.